# Europs vicinus
Europs vicinus is een keversoort uit de familie kerkhofkevers (Monotomidae). De wetenschappelijke naam van de soort werd in 1896 gepubliceerd door Antoine Henri Grouvelle.